# Maria Konnikova

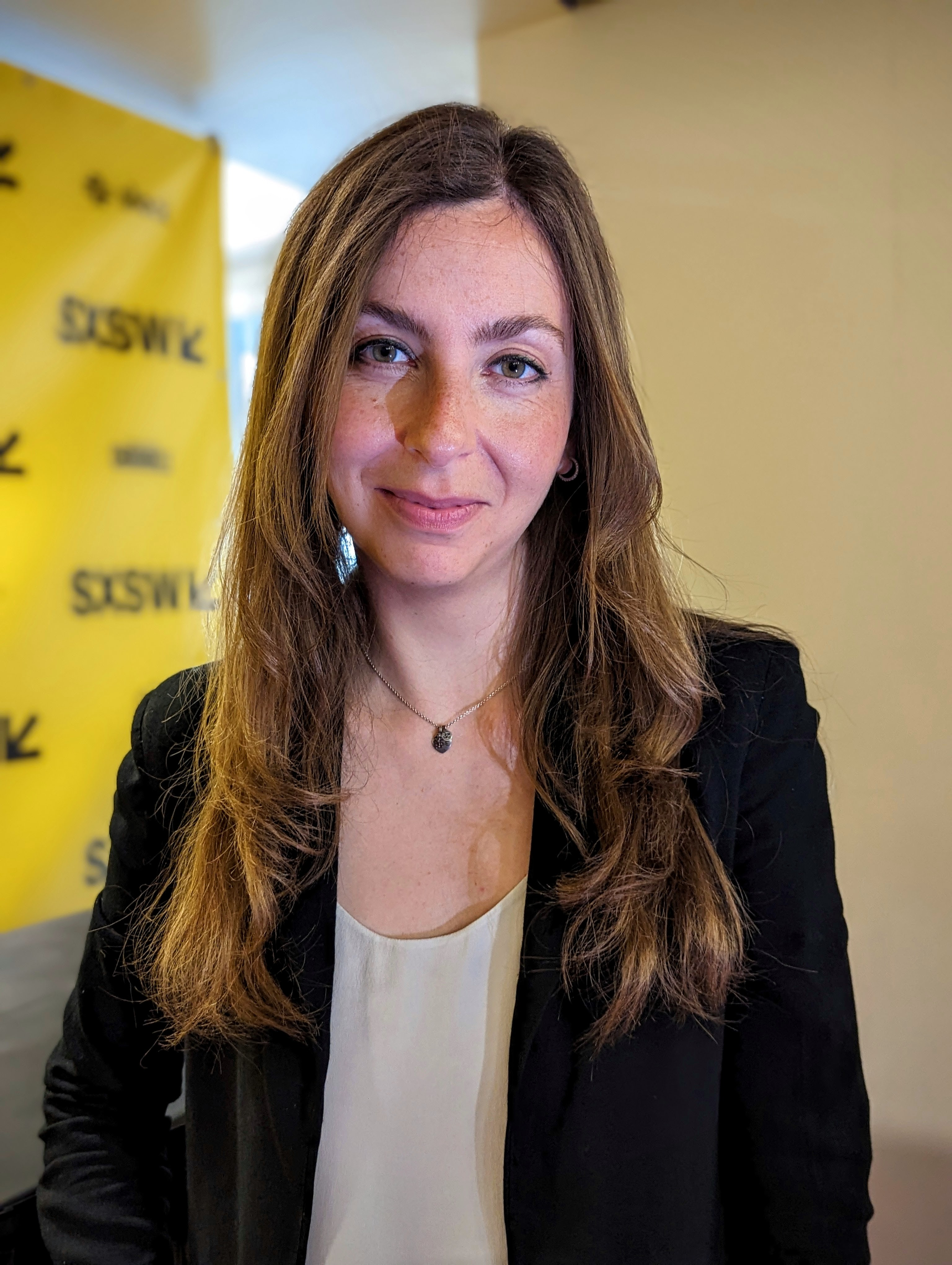
Maria Konnikova (2023)

Maria Konnikova Hamilton (geborene Maria Konnikova; russisch Мария Конникова; * 1984 in Moskau) ist eine russisch-amerikanische Schriftstellerin, Journalistin und Psychologin. Seit 2017 tritt sie auch als Pokerspielerin in Erscheinung.

## Leben

### Familie und Ausbildung
Konnikova kam im Alter von vier Jahren in die Vereinigten Staaten und zog mit ihrer Familie in die Nähe von Boston. Sie besuchte die Acton-Boxborough Regional High School in Boston und studierte anschließend an der Harvard University in Cambridge. Dort machte sie einen Bachelor in Psychologie und kreatives Schreiben. 2013 promovierte sie an der Columbia University in New York City als Ph.D. Konnikova ist verheiratet.

### Karriere
Konnikova schrieb bereits während ihrer Dissertation die Kolumne Lessons from Sherlock Holmes für die Zeitschrift Scientific American. Im Januar 2013 veröffentlichte sie ihr erstes Buch mit dem Titel Mastermind: How to Think Like Sherlock Holmes. Es erreichte, ebenso wie ihr im 2016 veröffentlichtes Buch The Confidence Game: Why We Fall for It ... Every Time, die Bestsellerliste der New York Times, die als die bedeutendste Liste der meistverkauften Bücher in den Vereinigten Staaten gilt.

### Poker
Konnikova veröffentlichte im Juni 2020 ihr drittes Buches, das den Titel The Biggest Bluff: How I Learned to Pay Attention, Master Myself, and Win trägt. Darin erklärt sie, wie man Pokerfähigkeiten auch im echten Leben anwenden kann. Dafür musste sie das Spiel zunächst selbst lernen und engagierte mit Erik Seidel einen der erfolgreichsten Pokerspieler als ihren Trainer.
Anfang März 2017 kam Konnikova bei einem Event im Aria Resort & Casino am Las Vegas Strip erstmals bei einem Pokerturnier in die Geldränge. Im Juni 2017 erzielte sie bei der World Series of Poker im Rio All-Suite Hotel and Casino am Las Vegas Strip drei Geldplatzierungen in der Variante No Limit Hold’em. Im Januar 2018 gewann Konnikova das National-Event des PokerStars Caribbean Adventures (PCA) auf den Bahamas. Dafür setzte sie sich gegen ein Feld von 230 Spielern durch und erhielt eine Siegprämie von knapp 85.000 US-Dollar sowie einen „Platinum Pass“ im Wert von 30.000 US-Dollar, der zur Teilnahme an der PokerStars Players Championship im Januar 2019 berechtigte. Anschließend belegte Konnikova im PCA-Main-Event den 42. Platz für rund 22.000 US-Dollar. Im März 2018 wurde sie bei einem Event der Asia Pacific Poker Tour in Macau Zweite und sicherte sich knapp 60.000 US-Dollar. Ab Juni 2018 war Konnikova einige Zeit als Markenbotschafterin Teil des Team PokerStars. Bei den Global Poker Awards erhielt sie Mitte Februar 2022 den „Award of Merit“.
Insgesamt hat sich Konnikova mit Poker bei Live-Turnieren mehr als 500.000 US-Dollar erspielt.

## Werke
- Buch Mastermind: How to Think Like Sherlock Holmes – Viking, 2013, ISBN 978-0670026579
  - Buch Die Kunst des logischen Denkens: Scharfsinnig analysieren und clever kombinieren wie Sherlock Holmes – deutsch von Andrea Panster, Ariston, 2013, ISBN 978-3424200911
- Buch The Confidence Game: Why We Fall for It ... Every Time – Viking, 2016, ISBN 978-0525427414
  - Buch Täuschend echt und glatt gelogen: Die Kunst des Betrugs – deutsch von Anna und Wolf Leube, Nagel & Kimche, 2017, ISBN 978-3312010400
- Buch The Biggest Bluff: How I Learned to Pay Attention, Master Myself, and Win – Penguin Press, 2020, ISBN 978-0525522621